# 毛守白
毛守白（1912年12月30日—1992年4月21日），男，上海人，中国医学寄生虫学家，曾任中国医学科学院寄生虫研究所所长、研究员。

## 家庭
父亲毛子坚为上海市文史研究馆馆员。